# 埃里希·贝尔
埃里希·贝尔（德語：Erich Beer，1946年12月9日—），德国男子足球运动员，场上位置是中场。他曾代表西德参加1978年国际足联世界杯，也曾在1976年欧洲足球锦标赛上获得亚军。